# Lay-duce
Lay-duce Inc. (株式会社レイ・デュース, Kabushiki-gaisha Rei-dyūsu) est un studio d'animation japonaise situé à Suginami dans la préfecture de Tokyo, au Japon, fondé en août 2013.

## Histoire
Noritomo Yonai a formé Lay-duce en août 2013 après s'être séparé de Bones. Leur première production est une vidéo promotionnelle d'animation diffusée en 2013 pour le jeu mobile Granblue Fantasy, sortie en 2014. Par la suite, Lay-duce a coproduit avec C2C sa première série télévisée Go! Go! 575 (ja) en 2014.
Depuis 2018, le studio fait partie du groupe Twin Engine, dont Yonai est également directeur-représentant chez l'une des filiales du groupe, Geno Studio.

## Productions

### Séries télévisées
| Année | Titre                                               | Dates de 1re diffusion | Dates de 1re diffusion | Nb. éps. | Notes                                                          |
| Année | Titre                                               | Début                  | Fin                    | Nb. éps. | Notes                                                          |
| ----- | --------------------------------------------------- | ---------------------- | ---------------------- | -------- | -------------------------------------------------------------- |
| 2014  | Go! Go! 575 (ja)                                    | 9 janvier 2014         | 30 janvier 2014        | 4        | Basé sur un projet multimédia de Sega ; coproduction avec C2C. |
| 2015  | Classroom☆Crisis                                    | 4 juillet 2015         | 26 septembre 2015      | 13       | Série originale.                                               |
| 2016  | Magi: Sinbad no Bōken                               | 17 avril 2016          | 3 juillet 2016         | 13       | Basé sur le manga éponyme de Shinobu Ōtaka.                    |
| 2017  | Our love has always been 10 centimeters apart. (en) | 25 novembre 2017       | 30 décembre 2017       | 6        | Basé sur la série de chansons Vocaloid de HoneyWorks.          |
| 2018  | Release the Spyce (en)                              | 7 octobre 2018         | 23 décembre 2018       | 12       | Série originale.                                               |
| 2019  | Araburu kisetsu no otome-domo yo.                   | 6 juillet 2019         | 21 septembre 2019      | 12       | Basé sur une série manga de Mari Okada et de Nao Emoto.        |
| 2021  | I★CHU (ja)                                          | 6 janvier 2021         | 24 mars 2021           | 12       | Basé sur un jeu mobile de Liber Entertainment.                 |
| 2022  | Fanfare of Adolescence (en)                         | 2 avril 2022           | 25 juin 2022           | 13       | Œuvre originale.                                               |
| 2022  | Heroines Run the Show (en)                          | 7 avril 2022           | 23 juin 2022           | 13       | Basé sur une série de chansons Vocaloid par HoneyWorks.        |
| 2023  | Tomo-chan est une fille !                           | 5 janvier 2023         | A annoncer             | 13       | Adapté de la série de manga par Fumita Yanagida.               |

### Films d'animation
| Année | Titre                                | Date de sortie   | Notes |
| ----- | ------------------------------------ | ---------------- | --- |
| 2016  | Fate/Grand Order: First Order        | 31 décembre 2016 | Téléfilm de 74 minutes ; basé sur le jeu mobile éponyme développé par DELiGHTWORKS et édité par Aniplex pour TYPE-MOON. |
| 2017  | Fireworks                            | 18 août 2017     | Basé sur le téléfilm du même nom de 1993 de Shunji Iwai ; coopération de production pour Shaft.                         |
| 2017  | Fate/Grand Order: Moonlight/Lostroom | 31 décembre 2017 | Téléfilm de 33 minutes avec un scénario original écrit par Kinoko Nasu.                                                 |

### OAV
| Année | Titre                 | Date(s) de sortie             | Notes                                                     |
| ----- | --------------------- | ----------------------------- | --------------------------------------------------------- |
| 2014  | Magi: Sinbad no Bōken | 16 mai 2014 - 15 juillet 2015 | Publié avec certaines éditions limitées du manga éponyme. |
| 2015  | Magi: Sinbad no Bōken | 16 mai 2014 - 15 juillet 2015 | Publié avec certaines éditions limitées du manga éponyme. |
| 2019  | Yuru Yuri,            | 13 novembre 2019              | Épisode pour célébrer le dixième anniversaire du manga.   |

### Jeux vidéo
| Année | Titre                      | Notes                                                                                   |
| ----- | -------------------------- | --------------------------------------------------------------------------------------- |
| 2013  | Granblue Fantasy           | Vidéo promotionnelle d'animation pour le jeu mobile éponyme.                            |
| 2016  | Grandmarche no meikyū (ja) | Animation pour le jeu mobile éponyme développé par indieszero et édité par Square Enix. |